# Monkey
«Monkey» (en català: «Mico) és una cançó composta i interpretada per el cantant britànic George Michael i publicada per Epic Records en 1988.
Fou publicada en 1988 i va ser el #1 en els Estats Units, Hot 100, i #13 en el UK Singles Chart. "Monkey" va debutar en el #42 el 9 de juliol de 1988, romanent #1 por dues setmanes, començant el 27 de agost de 1988. També va encapçalar la llista de música dance de Billboard convertint-se en el seu primer número u en aquesta llista. La versió inclosa en el "single", va ser remasteritzada per Jimmy Jam i Terry Lewis.
"Monkey" es va convertir en el vuitè #1 de George Michael en el Billboard, i el quart #1 consecutiu del àlbum Faith. George Michael es va agrupar amb Michael Jackson i Whitney Houston en el grup de tres artistes que han tingut quatre o més "singles" número u consecutius entre 1987-1988 d'un mateix àlbum. El vídeo musical fou dirigit per Andrew Morahan.
Sorprenentment per una cançó que tingué èxit, ha estat exclosa de la majoria dels àlbums recopilatoris de George, apareixent únicament en la versió per EU i Canadà de Ladies & Gentlemen: The Best of George Michael.

## Llista de cançons
"Single" en 12" - Columbia Records 44 07849
1. «Monkey» (Versió ampliada) – 8:06
2. «Monkey» (A'Cappella) – 3:40
3. «Monkey» (Extra Beats) – 3:30

CD
1. «Monkey» (Versió ampliada)" – 8:06
2. «Monkey» (A'Cappella) – 3:40
3. «Monkey» (Extra Beats) – 3:30
4. «Monkey» (7-Inch Edit) – 4:47

Plantilla:Control de autoridades
Categoría:Canciones de George Michael
Categoría:Canciones compuestas por George Michael
Categoría:Canciones de 1987
Categoría:Sencillos de 1988
Categoría:Sencillos número uno en Billboard Hot 100
Categoría:Sencillos número uno en la Dance Club Songs de Billboard
Categoría:Sencillos número uno en Canadá